# 飲食男女：好遠又好近
《飲食男女：好遠又好近》是一部2012年曹瑞原執導的台灣電影。是繼1994年電影《飲食男女》（李安導演）後的新拍。本片的主要演員有：蓝正龙、霍思燕、归亚蕾、曾江、张孝全、蒋梦婕、杨洋、李沁、黄轩等人共同演出。

## 劇情簡述
《飲食男女：好遠又好近》透过素食隐喻一段跨越五十年的纯净爱情，呈现中华美食中的人文哲思与药膳之深层涵义；并以主人影片剧照（40张）公世杰一家人的相处，呈现对家庭情感的珍惜和人性的美好。
曹瑞原表示：《飲食男女：好遠又好近》的女主角兼具了东方女性的神秘和职业女性的灵动，选中霍思燕也正是看中了她身上的这种独特气质，“之前看过霍思燕主演的《我要成名》，她用精湛的演技演活了一个急于成名的小演员，让人印象深刻，她对于人物的理解和内心冲突的处理非常专业，这一点完全符合本片女主人的性格特质”。

## 演員陣容

### 主要角色
| 演員姓名 | 片中角色   | 介紹 |
| -------- | ---------- | --- |
| 曾江     | 唐士哲     | 杭州城内远近驰名之「好風水」素菜館的大厨。片中患有阿茲海默病（症）                                                                         |
| 霍思燕   | 唐瓦儿     | 唐士哲的大女兒 |
| 蒋梦婕   | 唐小兰     | 唐士哲的二女兒 |
| 归亚蕾   | 白苹       | 张全的大妈，外表風騷、講話口沒遮攔，但其實內心寂寞空虛                                                                                     |
| 蓝正龙   | 张全       | 網路遊戲設計師，典型的宅男，個性木訥，不善長甜言蜜語。他所熟悉的世界是一个「一加一肯定会等于二」的程序世界。片中正與唐瓦儿熱戀中（姐弟戀） |
| 張孝全   | 貝明       | 唐瓦儿的上司，暗戀唐瓦儿。只可惜唐瓦儿愛的是张全                                                                                           |
| 杨洋     | 年輕唐士哲 | |
| 李沁     | 年輕白苹   | |
| 黃軒     | 候語凡     | 唐小蘭的男友 |
| 丁強     | 王師傅     | |
| 劉雅瑟   | 語凡表妹   | |
| 金勤     | Chris      | 調酒師 |
| 黄霆     | 穆老闇     | |
| 梁杰理   | 助理       | 穆老闇的助理 |
| 葉可兒   | 侍者       | 好風水說菜侍者 |

## 歌曲
插曲：蘇打綠《蘇打綠同名專輯》〈相對論IV〉(片中，唐小蘭（蔣夢婕飾演）和候語凡（黃軒飾演）去看蘇打綠《各站停靠》演唱會@中國杭州站時，沒看成，有一幕背景是演唱會場館搭配此曲〈相對論IV〉。)

## 幕後團隊簡介
- 導演：曹瑞原
- 編劇：譚苗、陳世傑、王詞仰、周晏子、許葦晴
- 製片人：徐立功、錢實穆、韓小凌
- 技術工作人員：秦鼎昌、李敦綱、廖慶松、何君惠、杜篤之、鍾興民

## 獲獎
- 2012年 《第62屆柏林影展》「美食電影」單元閉幕片[1]

## 外部連結
- Yahoo奇摩電影上《飲食男女：好遠又好近》的資料（繁體中文）
- MSN娛樂上《飲食男女：好遠又好近》的資料（繁體中文）

- 開眼電影網上《飲食男女：好遠又好近》的資料（繁體中文）
- 豆瓣电影上《飲食男女：好遠又好近》的資料 （简体中文）
- 时光网上《飲食男女：好遠又好近》的資料（简体中文）
- 香港影庫上《飲食男女：好遠又好近》的資料（繁體中文）
- 互联网电影数据库（IMDb）上《飲食男女：好遠又好近》的资料（英文）
- 台灣電影網上《飲食男女：好遠又好近》的資料（繁體中文）